# Lucky Green (Air Jordan 1)
O Air Jordan 1 Lucky Green (oficialmente para mulheres), inspirado no inesquecível jogo de Playoff no qual Michael Jordan marcou 63 pontos em Boston, é marcado pela sua palmilha inspirada na antiga quadra de Boston e um couro rico e genuíno. Seu lançamento está previsto para o dia 14 de Outubro de 2020, nos Estados Unidos, e com o valor de US$170,00.  

## Lançamento no Brasil e Portugal
No Brasil o lançamento está previsto para o dia 15 de outubro de 2020 no valor de R$799,99, já em Portugal o lançamento está previsto para a mesma data do Brasil (15 de outubro de 2020), mas com o valor de 159,99€.

## Lançamento Mundial
| País           | Valor        | Lançamento            | Referência |
| -------------- | ------------ | --------------------- | ---------- |
| Estados Unidos | US$170,00    | 14 de Outubro de 2020 | [ 1 ]      |
| Reino Unido    | £139.95      | 15 de Outubro de 2020 | [ 4 ]      |
| Brasil         | R$799,99     | 15 de Outubro de 2020 | [ 2 ]      |
| Portugal       | 159,99€      | 15 de Outubro de 2020 | [ 3 ]      |
| Alemanha       | 159,99€      | 15 de Outubro de 2020 | [ 5 ]      |
| França         | 159,99€      | 15 de Outubro de 2020 | [ 6 ]      |
| Itália         | 159,99€      | 15 de Outubro de 2020 | [ 7 ]      |
| Espanha        | 159,99€      | 15 de Outubro de 2020 | [ 8 ]      |
| Canadá         | CA$225       | 15 de Outubro de 2020 | [ 9 ]      |
| Chile          | CLP$$114.990 | 15 de Outubro de 2020 | [ 10 ]     |
| Austrália      | AU$230,00    | 15 de Outubro de 2020 | [ 11 ]     |
| Nova Zelândia  | NZ$260,00    | 15 de Outubro de 2020 | [ 12 ]     |
| Rússia         | 12 799 руб   | 15 de Outubro de 2020 | [ 13 ]     |
| Egito          | EGP 4,319    | 15 de Outubro de 2020 | [ 14 ]     |

## Outros Modelos de Air Jordan 1
Lista de lançamento Air Jordan 1 no Brasil